# Elephant (album)
Pour les articles homonymes, voir Éléphant (homonymie).
Albums de The White Stripes
White Blood Cells
(2001) Get Behind Me Satan
(2005)
Elephant est le quatrième album du duo rock The White Stripes paru en 2003. C'est le titre Seven Nation Army qui a permis à cet album d'avoir un plus grand succès que les trois premiers.
Elephant a été enregistré brièvement en deux semaines au Toe Rag Studio de Liam Watson à Londres sur du matériel vintage.

## Liste des titres
| No  | Titre                                            | Durée |
| --- | ------------------------------------------------ | ----- |
| 1.  | Seven Nation Army                                | 3:52  |
| 2.  | Black Math                                       | 3:04  |
| 3.  | There's No Home for You Here                     | 3:44  |
| 4.  | I Just Don't Know What to Do With Myself         | 2:45  |
| 5.  | In the Cold, Cold Night                          | 2:58  |
| 6.  | I Want to Be the Boy to Warm Your Mother's Heart | 3:21  |
| 7.  | You've Got Her in Your Pocket                    | 3:40  |
| 8.  | Ball and Biscuit                                 | 7:18  |
| 9.  | The Hardest Button to Button                     | 3:32  |
| 10. | Little Acorns                                    | 4:09  |
| 11. | Hypnotize                                        | 1:48  |
| 12. | The Air Near My Fingers                          | 3:40  |
| 13. | Girl, You Have No Faith in Medicine              | 3:18  |
| 14. | Well It's True That We Love One Another          | 2:42  |